# Campeonato Europeo de Balonmano Femenino de 2028
El XVIII Campeonato Europeo de Balonmano Femenino se celebrará conjuntamente en Noruega, Dinamarca y Suecia entre el 30 de noviembre y el 17 de diciembre de 2028 bajo la organización de la Federación Europea de Balonmano (EHF) y las federaciones de balonmano de los tres países.